# 江藤造船所
有限会社江藤造船所（えとうぞうせんしょ）は、佐賀県唐津市に本社・工場を置く造船事業者である。

## 概要
軽合金製小型船舶の建造に特色があり、アルミ合金製漁船の建造実績が多い。1998年（平成10年）にはチタン製漁船の開発・建造も行っている。純チタン船の建造実績を有する造船所としては世界でも数少ない存在（2015年の時点では唯一）である。漁業取締船などの官公庁船の受注もある。
小型旅客船・高速旅客船の建造実績も多い。旅客船の多くは有限会社三愛船舶設計（佐賀県三養基郡基山町）が設計を手掛けており、沖縄県の八重山観光フェリーからは1990年代以来継続して同社設計の高速旅客船の建造を受注している。2016年に、やはり三愛船舶設計の設計により福岡県糸島市の市営姫島航路向けに建造した小型旅客船ひめしまは、島民らと綿密なディスカッションを行い外観・居住空間のデザインを行った点や、就航海域の海象条件に合わせた横揺れ対策の船型、コンピュータ制御の減揺装置の採用等が評価され、日本船舶海洋工学会のシップ・オブ・ザ・イヤー2016小型客船部門賞を受賞した。

## 工場
- 所在地：佐賀県唐津市二タ子3丁目214-1
- 唐津東港の二タ子地区に立地する[11]。
- 進水船台やドック、大型固定クレーンはなく、工場で完成させた船舶は工場前の岸壁から移動式クレーンによって進水させる[8]。

## 沿革
- 1938年（昭和13年） - 創業[11]。
- 1970年（昭和45年） - 法人設立。
- 1998年（平成10年）- チタン製漁船を開発し、建造[2][3][4]。